# ペロンの公式
数学、特に解析的整数論におけるペロンの公式（ペロンのこうしき、英: Perron's formula）とは、オスカー・ペロンによる、逆メリン変換を用いて数論的関数の和を計算する公式である。

## 主張
- {\displaystyle \{a(n)\}_{n}} を数論的関数（つまり複素数の列）とし、

{\displaystyle g(s):=\sum _{n=1}^{\infty }{\frac {a(n)}{n^{s}}},\quad s\in \mathbb {C} }
を対応するディリクレ級数とする。実数 {\displaystyle c>0} があって、この級数は半平面 {\displaystyle \{s|\mathrm {Re} (s)>c\}} で一様収束するものとする。
- 実数 {\displaystyle x>0} に対し

{\displaystyle A(x):={\sum _{1\leq n\leq x}}'a(n)}
と定義する。ここでプライムのついた和記号は、{\displaystyle x} が自然数のときは最後の項に限り 1/2 を掛けて和をとることを意味する。
このときペロンの公式は、
{\displaystyle A(x)={\frac {1}{2\pi i}}\lim _{T\to \infty }\int _{c-iT}^{c+iT}g(s){\frac {x^{s}}{s}}ds}
右辺の複素積分は {\displaystyle \int _{c-i\infty }^{c+i\infty }g(s){\frac {x^{s}}{s}}ds} と書かれることも多い。この表示のときはコーシーの主値をとっているものと解釈する。

## 証明のスケッチ
アーベルの総和公式：
{\displaystyle \sum _{1\leq n\leq M}a_{n}\phi (n)=A(M)\phi (M)-\int _{1}^{M}A(x)\phi '(x)\,dx}
において {\displaystyle \phi (x)=x^{-s}} とおき、
{\displaystyle \sum _{1\leq n\leq M}a_{n}n^{-s}=A(M)M^{-s}+s\int _{1}^{M}A(x)x^{-s-1}dx}
{\displaystyle M\to \infty } とすると {\displaystyle \mathrm {Re} (s)>0} だから右辺第1項は消えて
{\displaystyle g(s):=\sum _{n=1}^{\infty }{\frac {a(n)}{n^{s}}}=s\int _{1}^{\infty }A(x)x^{-(s+1)}dx}
変数変換 {\displaystyle x=e^{t}} をして変形すると、
{\displaystyle {\frac {g(s)}{s}}=\int _{0}^{\infty }A(e^{t})e^{-st}dt}
この右辺はラプラス変換そのものである。よって逆ラプラス変換により
{\displaystyle A(e^{t})={\frac {1}{2\pi i}}\lim _{T\to \infty }\int _{c-iT}^{c+iT}{\frac {g(z)}{z}}e^{tz}dz}
{\displaystyle A(x)={\frac {1}{2\pi i}}\lim _{T\to \infty }\int _{c-iT}^{c+iT}{\frac {g(z)}{z}}x^{z}dz}

## 例
ディリクレ級数との関連から、ペロンの公式（もしくは証明のスケッチに現れた等式）は数論的な和に関してよく用いられる。
- リーマンゼータ関数は半平面 {\displaystyle \{s\in \mathbb {C} |\mathrm {Re} (s)>1\}} で

{\displaystyle \zeta (s)=\sum _{n=1}^{\infty }{\frac {1}{n^{s}}}}
とディリクレ級数表示され、このとき {\displaystyle a(n)\equiv 1} より {\displaystyle A(x)=\lfloor x\rfloor }（床関数）となり
{\displaystyle \zeta (s)=s\int _{1}^{\infty }{\frac {\lfloor x\rfloor }{x^{s+1}}}\,dx}
- 一般にディリクレのL-関数に対しては、

{\displaystyle L(s,\chi )=s\int _{1}^{\infty }{\frac {A(x)}{x^{s+1}}}\,dx}
ここで {\displaystyle A(x)=\sum _{1\leq n\leq x}\chi (n)} はディリクレ指標 {\displaystyle \chi (n)} の和。
- 他にも、Mertens関数（英語版）（1から n までのメビウス関数の和）の値をリーマンゼータ関数の複素積分で表したり、チェビシェフ関数（フォン・マンゴルト関数の和）を含む積分値をリーマンゼータ関数を使った比で表示するといった応用がある。

## 一般化
ペロンの公式はメリンの離散的畳み込みの特別な場合である。
{\displaystyle \sum _{n=1}^{\infty }a(n)f(n/x)={\frac {1}{2\pi i}}\int _{c-i\infty }^{c+i\infty }F(s)G(s)x^{s}ds}
ここで {\displaystyle G(s)=\sum _{n=1}^{\infty }{\frac {a(n)}{n^{s}}}} とし、 {\displaystyle F(s)=\int _{0}^{\infty }f(x)x^{s-1}dx} はメリン変換である。
試験関数を {\displaystyle f(1/x)=\theta (x-1)} （ {\displaystyle \theta (x)} はヘヴィサイドの階段関数）と選ぶとペロンの公式が得られる。